# Протеин
Протеини или беланчевине су природни полипептиди који су изграђени од великог броја аминокиселинских остатака, који су поређани у линеарне ланце и спојени међусобно пептидним везама између угљениковог атома и амино групе две аминокиселине. Секвенца амино киселина у протеину дефинисана је у генима и садржана у генетичком коду. Генетички код одређују 20 „основних“ амино киселина. Протеини могу да делују заједно да би тако лакше достигли одређене функције и зато се везују у стабилне комплексе. Као и сви биолошки макромолекули, као што полисахариди и амино киселине, и протеини улазе у састав живих организама и учествују у свим процесима међу ћелијама. Многи протеини су ензими који каталишу биохемијске реакције и значајни су за метаболизам. Други имају структурне или механичке функције као протеини у цитоскелету, који формирају “кичму” која чини облик ћелије. Значајни су у ћелијском преносу сигнала, адхезији ћелија, имунолошком систему и ћелијском циклусу. Неопходни су у нашој исхрани, јер животиње не могу да синтетишу све амино киселине, и морају неке да узимају из хране. Реч протеин потиче од Грчке речи πρώτα што значи “ најважнији, први ”. Ове молекуле је први описао и именовао Џонс Берцелијус 1838. Први протеин који је издвојен је инсулин од стране Фредерика Сангера, који је добио Нобелову награду за ово откриће 1958. Међу првима су откривени и хемоглобин и миоглобин на основу кристалографије X-зрачења.

## Биохемија
Протеини су линеарни полимери изграђени од неких од 20 различитих L-α амино киселина. Све амино киселине деле заједничке структурне карактеристике укључујући α-угљеник за који су амино група,  група и бочни ланац везани. Само се пролин разликује у бочној структури јер садржи неуобичајен прстен на N-крају амино групе који држи CO-NH половину у фиксној конформацији. Бочни ланац амино киселина, чији су детаљи дати у листу стандардних амино киселина, имају различите хемијске карактеристике које репродукују 3Д структуру. Амино киселине у полипептидном ланцу су повезане пептидним везама. Пептидна веза је сачињена од COO- и  + групе. Пептидна веза је основа пептидног ланца. Формирање пептидне везе резултује отпуштањем . NCC поновљени низ је “кичма” пептида док са стране стоје бочни ланци (R). Означавање линеарног реда амино киселинских остатака иде од -терминуса ка -терминусу. Делимично двогуби карактер пептидне везе узрокује да ланац има само два степена слободе по амино киселинама, тако да се кисеоник из карбонилне групе и амидни водоник налазе у истој равни као и пептидна веза и једино је могућа ротација око CO-Cα и N-Cα. Кисеоник из карбонилне групе и водоник из амидне групе се због стерних интеракција налазе у транс положају који је енергетски најповољнији (транс је у односу на цис стабилнији за 8 KJ/mol). Крај протеина са слободном  групом је означен као -терминус, а крај  + као -терминус.

## Синтеза
Протеини су склопљени од амино киселина чији је распоред записан у генима. Сваки протеин има јединствену амино киселинску секвенцу која је одређена секвенцом нуклеотида у гену, а њу одређује протеин. Генетички код је сет три нуклеотида који се зову кодони. Све три нуклеотидне комбинације су својствене за једну аминокиселину, нпр. AUG је комбинација за метионин. ДНК садржи четири различита нуклеотида, што значи да је број могућих комбинација кодона 64. Гени садржани у ДНК се прво транскрибују у информациону РНК преко (иРНК) пошиљаоца, као што је РНК-полимераза. Након тога иде у рибозоме. У прокариотима иРНК може да се користи као сама или да се веже за рибозоме који је односе из нуклеотида. Еукариоти праве иРНК у ћелијском једру и онда се премештају кроз мембрану једра у цитоплазму где долази до синтезе протеина. Процес синтезе протеина помоћу иРНК се зове транслација. иРНК се убацује у рибозоме и проналази три нуклеотида који јој одговарају. Ензими аминоацил-тРНК синтетаза пуни тРНК са одговарајућим амино киселинама. Протеини се увек синтетишу од -терминуса до -терминуса.

### Хемијска синтеза
Кратки протеини могу да буду синтетисани групом метода познатих као “пептидне синтезе”, које се ослањају на технике органске синтезе. Хемијска синтеза је увод у неприродне амино киселине у полипептидним ланцима, као додатак за флуоресценцију амино киселинским спољашњим ланцима. Ове методе су веома корисне у лабораторијама за биохемију и микроћелијску биологију, па генерално није за комерцијалну употребу. Хемијска синтеза је неупотребљива за полипептидне ланце дуже од 300 амино киселина. Протеини се увек синтетишу од -терминуса до -терминуса, након хемијских реакција.

## Структура
Протеини настају формирањем ланаца у чији састав улазе неке од 20 аминокиселина које се називају протеиногеничне или стандардне аминокиселине. Протеини су велики молекули чија маса може достићи и вредности од неколико милиона далтона а структура може обухватити и непротеинске молекуле. У том смислу разликујемо протеине састављене од аминокиселина и тзв. хетеропротеине састављене од чисто протеинског дела који се назива апопротеин и простетичне групе:
Хетеропротеин = апопротеин + простетична група
Оно што протеине чини посебним јесу стадијуми више организације молекула које настају специфичним везивањем ланаца аминокиселина која могу бити:
1. Примарна
2. Секундарна
3. Терцијарна
4. Квартерна

### Примарна структура
Примарна структура протеина је његова јединствена амино киселинска секвенца и распоред дисулфидних мостова. Број и распоред амино киселина варира од протеина до протеина.
Директна информација о распореду је садржана у генима, а распоред дисулфидних мостова и 3Д структура зависи и од других фактора. И најмања промена у примарној структури може значајно утицати на укупну структуру и функционисање протеина.

### Секундарна структура
Ово је локална конформација полипептидног ланца заснована на водоничним везама. Међутим везе које стабилизују секундарну структуру су: дисулфидни мостови, поларне интеракције, водоничне везе.
Подразумева локалну 3Д структуру, засновану на правилно распоређеним водоничним везама. Основни облици који се подразумевају под секундарном структуром су α-хеликс, β-набрана структура (β-раван) и β-завој. Секундарна структура протеина није непромењива, те су могуће конформационе промене везане за функционисање протеина, промене у околини.

### Терцијарна структура
Ово је укупан облик полипептида, 3Д распоред свих атома у једном полипептиду. Терцијарна структура је заснована на низу различитих интеракција:
1. Између бочних група и пептидне околине (воде)
2. Бочних група и бочних група
3. Бочних група и кичме

Реч је о интеракцијама између делова полипептидног ланца удаљених у примарној структури.

### Квартерна структура
Кватернарна структура је просторни распоред полипептида у протеинима који имају више подјединица. Просторни распоред подјединица у оквиру протеина представља његову кватернарну структуру. Неки аутори говоре и о квинтарној стуктури у случајевима када полипептиди праве комплексе са другим типовима биомолекула (нпр. са РНК у рибозомима). Најчешће су комбинације протеина и РНК или ДНК. Мало се зна о тим типовима везе.
Квартерну структуру протеина срећемо, на пример, код хемоглобина.

## Подела протеина
Протеини могу бити сврстани у три класе: глобуларни протеини, фибриларни протеини, мембрански протеини.
Скоро сви глобуларни протеини су растворљиви, а многи од њих су и ензими. Према типу секундарне структуре која у њима доминира могу се поделити на:
1. Антипаралелне α-хеликс протеине
2. Паралелне или комбиноване β-раван протеине
3. Антипаралелне β-раван протеине
4. Мале метало-сулфидима богате протеине

Унутрашњост и спољашњост протеина су добро дефинисане:
1. остаци неполарних аминокиселина усмерени су готово искључиво ка унутрашњости молекула протеина
2. наелектрисани остаци поларних амино киселина усмерени су готово искључиво ка површини
3. ненаелектрисани остаци поларних амино киселина срећу се и у унутрашњости, као и на површини протеина
4. готово све групе које могу да граде водоничне везе постављене су тако да се те везе оформе

Фибриларни протеини су веома издужени молекули, чија секундарна структура чини доминантан структурни мотив. Најчешће имају структурну или моторну функцију. У њих спадају α и β кератин, фибронектин, колаген, еластин.
Мембрански протеини се деле на интегралне и периферне. Интегрални су чврсто уграђени у мембрану за коју су везани хидрофобним везама. Периферни се лако одвајају од мембране, за коју су најчешће везани преко интегралних протеина, електростатичким интеракцијама и водоничним везама. Део структуре мембранских протеина који је у директном контакту са мембраном, уређен је супротно делу у воденом раствору. Хидрофобне бочне групе и структуре су окренуте према споља, док је језгро релативно поларно. Мембрански протеини нису фиксирани већ им је дозвољено трансверзално кретање, а неким и флип-флоп. Нису распоређени униформно у мембрани, већ постоје делови мембране са више или мање неког протеина. Протеини који граде јонске канале или аквапорини су посебно интересантни, јер део који пролази кроз мембрану мора да буде неполаран ка липидима, а поларан или чак наелектрисан ка унутрашњости канала.

## Функција
Протеини у зависности од своје грађе, проводе читав низ различитих активности унутар организма. Први и основни задатак протеина је њихова неопходност у процесу раста и развоја. За било који део нашег тела који пролази кроз процес раста или регенерације протеини су неопходни у свакодневници. У зависности од пола и година унос протеина треба кориговати. Протеини учествују практично у свим процесима у једном организму. Протеини су биомолекули са најразноврснијим функцијама:
1. Структурна (колаген, кератин)
2. Складишна (албумин, казеин)
3. Транспортна (хемоглобин)
4. Каталитичка (ензими)
5. Контрактилна (миозин)
6. Одбрамбена (антитела)
7. Сигнална (инсулин)
8. Модулациона (ПКА)
9. Егзотична (ван поделе нпр. лепак-протеини код шкољки)

Протеини замењују изумрле ћелије. Ћелије које траже овакву замену са протеинима су обично: ћелије крви, бубрега, јетре, мишића, косе, ноктију, зуба и кости. Такође протеини су потребни телу како би могао да створи читав низ ензима и хормона и антитела. Протеини граде велике молекуле хемоглобина - материја која преноси кисеоник и омогућава нам одвијање процеса дисања у свим местима у којима се тај процес одвија.

### Ензими
Највећи посао протеина у ћелијама обављају ензими, када се ради о каталитичким реакцијама унутар ћелије. Ензими су катализатори у каталитичким реакцијама. Ензимски ефекти реакција учествују у великом броју метаболитичких и катаболитичких процеса, као што су ДНК пресликавање или пак РНК синтетисање. Неки ензими помажу протеинима да додају или одузму неку хемијску групу у хемијским реакцијама, процес познат као посттранслациона модификација. Познато је око 4000 реакција које каталишу ензими. Активно место је један мали део протеина који је директно укључен у реакцију, остатак служи за регулацију, за друге реакције, за специфичне интеракције (са инхибиторима, кофакторима, мембраном итд).

### Ћелијска комуникација
Неки протеини као што је инсулин, су екстрацелуларни протеини који преносе сигнал из ћелије у којој су се синтетисали до других ћелија.
Алостерна регулација подразумева зависност везивања једног лиганда (молекул кога протеин везује за себе, да би га транспортовао, хемијски обрадио и сл) од везивања другог лиганда, који се означава као модулатор. Ако се ради о истим лигандима (истим молекулима) – хомотропни ефекат, а ако су различити – хетеротропни. Ефекти могу бити позитивни и негативни, у зависности да ли модулатор повећава или смањује афинитет протеина за следећи лиганд.
Антитела су протеини који чувају имунолошки систем човека, тако што се боре против ћелија које желе да га разоре.
Многи лигандни протеини су везани за мале биомолекуле и транспортовање њих до неке друге локације у телу врши се тако што ти протеини морају имати велики афинитет везивања када су њихови лиганди присутни у великим концентрацијама у мети-ткиву. Пример лигандно-везујућих протеина је хемоглобин који транспортује кисеоник свуда по организму.

## Методе за одређивање структуре протеина
Комбинација -кристалографије, NMR-а, компјутерских симулација и прорачуна је добитна комбинација у најактуелнијој дисциплини савремене биофизике тј. одређивања структуре протеина. Познатије методе за одређивање функционисања протеина су:
1. -кристалографија и 2Д NMR:

X-кристалографија је дала први директан увид у структуру протеина; и данас је незамењива. Проблем је у томе што кристализован протеин није исто што и протеин у раствору и добијена структура је просечна структура протеина. Не даје податке о мобилност и флексибилности протеина. Те податке добијамо NMR-ом. Комбинација X кристалографије, NMR-а и много сати компјутерских симулација и прорачуна је добитна комбинација у најактуелнијој дисциплини савремене биофизике – одређивању структуре/функционисања протеина.
1. Дифракција: Хигенс-Фреснелов принцип
2. Јунгова интерференција
3. Брагов закон
4. Вон Лауеов услов
5. Акцелератори

## Протеини у исхрани
Протеини се налазе у разним врстама прехрамбених намирница. Може се готово рећи да су у већим или мањим количинама заступљени у свој храни осим у рафинираним шећерима и мастима. Храна животињског порекла попут меса, риба, јаја, млека, јогурта и сира добар је извор протеина у квалитативном и квантитативном смислу. Садрже велику количину протеина, али су и извор свих есенцијалних аминокиселина. Многи микроорганизми и биљке могу да биосинтетишу свих 20 аминокиселина, док животиње и човек морају да се подвргну одређеној врсти дијете тј. исхрани. Многи ензими који имају главну функцију у људском организму нису стално присутни и морају се уносити.